# Iberville Parish
Iberville Parish (franska: Paroisse de Iberville) är ett administrativt område, parish, i delstaten Louisiana, USA. År 2010 hade området 33 387 invånare. Den administrativa huvudorten är Plaquemine.

## Geografi
Enligt United States Census Bureau har countyt en total area på 1 691 km². 1 602 av den arean är land och 89 km² är vatten.

### Angränsande områden
- Pointe Coupee Parish - nordväst
- West Baton Rouge Parish - norr
- East Baton Rouge Parish - nordost
- Ascension Parish - öster
- Assumption Parish - sydost
- Iberia Parish - syd
- Saint Martin Parish - väster

### Orter
- Grosse Tête
- Maringouin
- Plaquemine (huvudort)
- Rosedale
- St. Gabriel
- White Castle